# Parc Gilbert-Gauer
Le parc Gilbert-Gauer est un espace vert situé dans le quartier de Bellevue à Meudon dans les Hauts-de-Seine. Il est nommé en référence à Gilbert Gauer, ancien maire de Meudon. Il est construit à l'emplacement de l'ancien parc de la maison de Gabriel Thomas. On peut y entrer par la rue Bel-Air ou la rue des Capucins. 